# Jagdstaffel 12
La Jagdstaffel 12 (in tedesco: Königlich Preußische Jagdstaffel Nr 12, abbreviato in Jasta 12) era una squadriglia (staffel) da caccia della componente aerea del Deutsches Heer, l'esercito dell'Impero tedesco, durante la prima guerra mondiale (1914-1918).

## Storia
La Jagdstaffel 12 viene fondata il 6 ottobre 1916 con piloti provenienti da una unità aerea specializzata chiamata Fokkerstaffel. La squadriglia prende servizio il 12 ottobre presso l'aerodromo di Laon, in Francia e assegnata alla 7ª armata. Il 4 novembre 1916 viene trasferita a Riencourt nel settore della settore 1ª armata. Il 26 gennaio 1917 va a Blaustein assegnata all'Armee-Abteilung A (distaccamento d'armata A) per poi tornare poco tempo dopo a sostegno della 1ª armata.
Durante l'aprile del 1917, ricordato con il nome di Bloody April (aprile di sangue), la Jasta 12 è stata una delle squadriglie con il più alto numero di vittorie aeree confermate con 23 aerei britannici abbattuti.
Fino al 27 luglio 1917 era a Épinoy prima di andare a Roncourt e dal 18 agosto 1917 a Douai.
La squadriglia viene inizialmente equipaggiata con i Fokker D.I e gli Albatros D.III  per poi essere sostituiti nel 1918 con i più moderni Fokker Dr.I e successivamente con i Fokker D.VII. La prima vittoria viene ottenuta il 4 dicembre 1916. Il 2 febbraio 1918 entra a far parte, insieme alle Jagdstaffeln 13, 15 e 19, della Jagdgeschwader 2. 
Dal 13 febbraio 1918 va a Toulis-et-Attencourt e dal 19 marzo a Guise.
Il Leutnant Hermann Becker è stato l'ultimo Staffelführer (comandante) della Jagdstaffel 12, dal luglio del 1918 fino alla fine della guerra. 
Dal 12 luglio 1918 si trovava a Leffincourt e dal 10 agosto a Foreste.
La Jasta è stata smobilitata l'11 novembre 1918.
Alla fine della prima guerra mondiale alla Jagdstaffel 12 vennero accreditate 104 vittorie aeree. Di contro, la Jasta 12 perse 17 piloti, uno fu fatto prigioniero di guerra e 8 furono feriti in azione.

## Lista dei comandanti della Jagdstaffel 12
Di seguito vengono riportati i nomi dei piloti che si succedettero al comando della Jagdstaffel 12.
| Grado        | Nome                      | Periodo                           |
| ------------ | ------------------------- | --------------------------------- |
| Hauptmann    | Paul von Osterroht        | 06 ottobre 1916 - 23 aprile 1917  |
| Oberleutnant | Adolf Ritter von Tutschek | 28 aprile 1917 - 11 agosto 1917   |
| Leutnant     | Otto von Nostitz          | 11 agosto 1917 - ?                |
| Leutnant     | Viktor Schobinger         | ? - ?                             |
| Leutnant     | Otto von Nostitz          | 15 novembre 1917 - ?              |
| Oberleutnant | Paul Blumenbach           | 02 febbraio 1918 - 18 maggio 1918 |
| Leutnant     | Robert Hildebrandt        | 18 maggio 1918 - 13 luglio 1918   |
| Leutnant     | Hermann Becker            | 13 luglio 1918 - 11 novembre 1918 |

## Lista degli aerei utilizzati della Jagdstaffel 12
- Fokker D.I
- Albatros D.III
- Fokker Dr.I
- Fokker D.VII